# 白令狼魚
白令狼鱼（學名：Anarhichas orientalis），也叫东方狼鱼，是狼鱼属的一种海鱼，分布于白令海在内的东北太平洋海域。其种加词“orientalis”意为“东方的”。

## 特征
其身体长而扁，呈深褐色，尾柄窄。该鱼口吻部较尖，同狼鱼科其他物种一样在颚上有突出的长而尖的牙齿。.

体长可达112 cm，重15 kg,棕色的身体上除少量斑点或大理石花纹外没有其他特征。幼鱼头部有深色斑点，上身上有五道条纹。

## 生态习性
白令狼鱼栖息于岩质、沙砾质和沙质的海底，以及覆盖有海藻的近海地区，主要食物为螃蟹等甲壳类、
白令狼鱼有筑巢的习性，会在远洋产下极大的卵。

## 分布
白令狼鱼分布于自北海道到阿拉斯加的北太平洋、白令海、鄂霍茨克海和北冰洋。

## 扩展阅读
- Fruge, D.J., and Wiswar, D.W. 1991. First records of the Bering Wolffish, Anarhichas orientalis, for the Alaskan Beaufort Sea. Canadian Field-Naturalist 105(1):107-109.
- Kobayashi, K. 1961. Young of the wolf-fish Anarhichas orientalis Pallas. Bulletin of the Faculty of Fisheries, Hokkaido University, 12(1): 1-4.
- Smith, T.G. 1977. The Wolffish, cf. Anarhichas orientalis, new to the Amundsen Gulf Area, Northwest Territories, and a probable prey of the Ringed Seal. Canadian Field-Naturalist 91(3):288.
- Houston, J., and D.E. McAllister. 1990. Status of the Bering Wolffish, Anarhichas orientalis, in Canada. Canadian Field-Naturalist 104 (1): 20-23.